# Neobrachelia charapemyioides
Neobrachelia charapemyioides là một loài ruồi trong họ Tachinidae.